# Masao Tsuji
Masao Tsuji (辻 正男 Tsuji Masao?, nacido el 29 de marzo de 1987 en Kanagawa) es un futbolista japonés que se desempeña como delantero.

## Trayectoria

### Clubes
| Club             | País  | Año         |
| ---------------- | ----- | ----------- |
| YSCC Yokohama    | Japón | 2009 - 2012 |
| Gainare Tottori  | Japón | 2013        |
| Zweigen Kanazawa | Japón | 2014 - 2015 |
| YSCC Yokohama    | Japón | 2016 -      |

## Estadística de carrera

### J. League
| Club             | Año   | J. League | J. League | Copa J. League | Copa J. League | Total | Total |
| Club             | Año   | Part.     | Goles     | Part.          | Goles          | Part. | Goles |
| ---------------- | ----- | --------- | --------- | -------------- | -------------- | ----- | ----- |
| Gainare Tottori  | 2013  | 9         | 0         | -              | -              | 9     | 0     |
| Zweigen Kanazawa | 2014  | 10        | 4         | -              | -              | 10    | 4     |
| Zweigen Kanazawa | 2015  | 15        | 1         | -              | -              | 15    | 1     |
| YSCC Yokohama    | 2016  | 7         | 3         | -              | -              | 7     | 3     |
| YSCC Yokohama    | 2017  | 30        | 14        | -              | -              | 30    | 14    |
| Total            | Total | 71        | 22        | 0              | 0              | 71    | 22    |